# Teorie hájitelného prostoru
Teorie hájitelného prostoru (anglicky Defensible Space Theory) je teorie formulovaná americkým architektem Oscarem Newmanem roku 1972 v knize Defensible Space. Snaží se objasnit vztah mezi strukturou výstavby a mírou kriminality ve městech. Newmanovy poznatky (např. o souvislosti počtu pater výškových budov a bezpečnosti v dané lokalitě) nalezly uplatnění v kriminologii a územním plánování.

## Teorie
Ústředním cílem teorie je předcházet kriminálně patogenním jevům vhodným plánováním výstavby a její struktury. Dle Newmana je klíčové vytvořit prostředí, se kterým se lidé mohou ztotožnit, což jim umožní lépe kontrolovat prostor kolem sebe a odradí potenciální pachatele trestné činnosti. Newman totiž považuje „intimní a osobnostní distanci za obhajitelný prostor, na který si každý jedinec činí nárok a jehož narušení prožívá jako útok na integritu své osobnosti jako vpád do soukromého teritoria.“ Myšlenka se spoléhá na neformální komunitní soudržnost spíše než na zásahy státu, a není tudíž závislá na pomoci vnějších subjektů.
V rámci kriminologie bývají postupy vycházející z teorie hájitelného prostoru řazeny do oblasti situační prevence, neboť „jsou zaměřeny na odstraňování kriminogenních situací, na omezování příležitostí ke spáchání trestných činů a na zvyšování rizika dopadení pro pachatele.“
Autor staví svoji hypotézu na faktu, že kriminogenní charakteristiky dané lokality jsou ovlivňovány především následujícími faktory:
- Mírou možnosti identifikace příslušnosti člověka pohybujícího se v lokalitě k dané oblasti (odlišení obyvatel od cizích lidí)
- Možnostmi kontroly dané oblasti tamějšími obyvateli
- Pověstí lokality a stupněm soudržnosti obyvatel
- Faktem, že lokalita plní svůj účel po estetické i funkční stránce[2]

## Územní plánování
Klíčové uplatnění našla teorie v oblasti územního plánování a designu obytných čtvrtí. Ve své publikaci přichází Newman s následujícími doporučeními, která mají pomoci snížit úroveň kriminality.
- Snížit počet míst, která jsou anonymní, tj. není znám jejich přesný účel či osoba za ně zodpovídající
  - Existence takových míst snižuje vazbu obyvatel k lokalitě
- Striktně rozdělovat všechny prostory po architektonické i funkční stránce na soukromé, veřejné a poloveřejné[2]
  - Mimo jiné se autor vyslovuje proti existenci rozsáhlých veřejných prostranství (např. zahrad v okolí panelových domů) – na rozdíl od předzahrádek soukromého charakteru si k nim obyvatelé nevytvoří vztah a nezahrnují je do svého „hájitelného prostoru“[3]
- Oddělovat veřejné komunikace od pěších zón, jejichž počet by měl být co nejvyšší
- Pečlivě volit umístění barů, heren či nočních podniků jakožto potenciálních míst se zvýšenou koncentrací kriminality
- Dbát na sociálně symetrické osídlení oblasti (budování komplexů levných bytů v okolí luxusních rezidenčních čtvrtí) za účelem zamezení vzniku ghett a vyčleněných lokalit
- Odstranit místa potenciálně vhodná pro úkryt pachatele trestné činnosti vybudováním propracovaného systému veřejného osvětlení a odstranit výklenky či zadní vchody
- Především ve velkých městech hledět při plánování výstavby na počet pater a bytových jednotek sdílejících společné prostory
  - Podle Newmanových výzkumů vykazují obzvláště domy se třinácti a více podlažími zvýšenou míru kriminality[2]
  - Tento poznatek byl později zpochybněn několika německými výzkumy[2]

## Vznik teorie
Teorie byla zformulována na základě vyhodnocení dat sesbíraných v amerických velkoměstech.
Sám Newman tvrdí, že ústředním motivem k vybudování teorie pro něj bylo sledování osudu tehdy nově zbudovaného komplexu budov Pruitt-Igoe v St. Louis. Tento ambiciózní projekt svěřený do rukou věhlasným architektům a navazující na principy Le Corbusiera se ukázal jako koncepčně špatný . Kvůli přílišnému množství společných, a tedy anonymních prostor, si k němu obyvatelé nedokázali vytvořit vztah a více než 40 procent bytů se nepodařilo prodat . Veřejné prostory (haly, výtahy, ulice) byly plné odpadků, zařízení se stávalo terčem útoků vandalů, což vyvolávalo strach mezi obyvateli. Po deseti letech od vybudování byl celý komplex stržen a stal se další z mnoha nevhodně naplánovaných staveb v USA, které stihl podobný osud .

## Uplatnění
V USA dalo publikování teorie hájitelného prostoru vzniknout nové kriminologické subdisciplíně Crime Prevention through Environmental Design . Teorie byla využívána i vládními institucemi (v USA např. U.S. Department of Housing and Urban Development). Na žádost tohoto úřadu sestavil Newman příručku, která měla pomoci soukromým i veřejným organizacím teorii implementovat (vyšla roku 1996 pod názvem Creating Defensible Space). 